# Sancho de Córdoba
Sancho fue un santo cristiano, cuyo lugar de nacimiento, citado en la fuente original como ex Albensi oppido Galiae Commatae (expresión de gran ambigüedad), se considera tradicionalmente que fue la ciudad francesa de Albi, aunque se ha propuesto que podría ser más verosímilmente alguna localidad alavesa (Albéniz o Albizu).
La Iglesia católica conmemora su festividad el 5 de junio.

## Biografía
Capturado de niño por los musulmanes (se han propuesto, como fechas probables, las cuatro razzias que se dirigieron sobre Álava entre los años 823 y 842), fue llevado a Córdoba, donde fue educado en la corte y destacó como militar al servicio del emir (por entonces Abderramán II). Conoció las enseñanzas de San Eulogio y, estimulado por el ejemplo de San Isaac, buscó también el martirio. En ese momento era aún joven (Eulogio se refiere a él como "nuestro discípulo, joven laico" —auditor noster, laicus adolescens—); las fuentes posteriores le califican de mancebo, o denominan su puesto en la corte y el ejército como de paje o doncel.
Fue ejecutado (por empalamiento) en el Campo de la Verdad de esa ciudad el 5 de junio de 851 (en el año hay alguna duda, aunque Eulogio se refiere indirectamente a la era hispánica de 889 —año 851 de la era cristiana—), y su cadáver fue quemado y arrojado al Guadalquivir. Dos días más tarde serían ejecutados cinco más de los llamados mártires de Córdoba.
Olvidado durante la Edad Media (al contrario que otro santo de carácter similar, San Pelayo), se empieza a conocer a partir de la publicación de las obras de San Eulogio, y se le rinde culto desde 1601 (en Córdoba). A finales del siglo XX, con la nueva atribución de su lugar de nacimiento, comienza a suscitar interés en Álava, y desde 1995 hay una imagen de San Sancho, junto con otros santos alaveses, en la Iglesia de Todos los Santos de Vitoria.
Su fiesta se celebra, conmemorando su muerte, el 5 de junio.

De Sanctio martyre. Sanctus verus Sancius auditor noster, laicus adolescens, ex Albensi oppido Galliae Comatae olim captivatus nunc autem inter militares regis pueros liber præscriptus, et regalibus annonis nutritus, in eadem urbe regia sub eadem professione nonas junias, aera qua supra, feria sexta, prostratus est, et affixus.
Memorialis Sanctorum de Eulogio de Córdoba.